# 伊顿试剂
伊顿试剂 
（7.7重量百分数的五氧化二磷溶于甲磺酸形成的溶液），常用于多聚磷酸的替代品，可促进一些酰化反应的进程，较多聚磷酸更易于后处理。